# Bougtob (distrito)
Bougtob é um distrito localizado na província de El Bayadh, Argélia, e cuja capital é a cidade de mesmo nome, Bougtob. A população total do distrito era de  habitantes, em 1998.[carece de fontes?]

## Municípios
O distrito está dividido em três municípios:
- Bougtob
- El Kheiter
- Tousmouline